# Human (The-Killers-Lied)
Human ist ein Lied der amerikanischen Rockband The Killers. Erschienen ist es als erste Singleauskopplung ihres Studioalbums Day & Age (2008).
Human erhielt überwiegend positive Rezensionen von Musikkritikern, die insbesondere die Komposition, die musikalischen Einflüsse und die Produktion lobten. Dabei wurde es der dritte Song der Band, der sich in die Top 5 der britischen Musikcharts platzieren konnte.

## Hintergrund
In einem Interview mit dem Rolling Stone beschrieb Brandon Flowers Human als ein Lied, in dem Einflüsse von Johnny Cash auf die der Pet Shop Boys treffen würden. Flowers gab an, der Song sei während der Arbeit an ihrem Studioalbum Sawdust entstanden und hätte eigentlich auch schon auf diesem veröffentlicht werden sollen. Bis zu seiner Erscheinung auf Day & Age habe er sich aber nur noch in geringem Maße verändert.
Das Frontcover der Single ist ein Porträt des Gitarristen der Band, Dave Keuning, eins der vier Porträts, gezeichnet von Paul Normansell im Zuge der Albumveröffentlichung.

## Musik und Text
Bis heute wird die Zeile „Are we human, or are we dancer?“ im Refrain des Liedes aufgrund des darin enthaltenen Grammatikfehlers vielfach diskutiert.
Im Internet kam die Diskussion auf, ob „dancer“, „dancers“ oder „denser“ die korrekte Wiedergabe des Textes ist, ein Missverständnis, was widersprüchliche Interpretationen über die Bedeutung des Textes auslöste. In der Biographie auf der offiziellen Website der Band heißt es, Flowers singe „Are we human, or are we dancer?“, der Text sei von einem geringschätzigen Kommentar von Hunter S. Thompson inspiriert, nach dem Amerika eine „Generation von Tänzern (dancers)“ hervorbringen würde.
In einem Interview mit dem Rolling Stone gab Flowers an, dass er über die Verwirrung über den Text irritiert sei und dass Fans mit dem tanzbaren Takt des Songs unzufrieden seien: „Es soll ein Tanzlied sein, [der Beat] passt sich dem Refrain an … Wer das nicht zusammenbringen kann, ist ein Idiot. Ich verstehe einfach nicht, warum Verwirrung darüber herrscht.“
Weiterhin gab er in Bezug auf den grammatikalischen Fehler an:

“I guess it bothers people that it’s not grammatically correct, but I think I’m allowed to do whatever I want.”

„Ich nehme an, es stört die Leute, dass es grammatikalisch nicht korrekt ist, aber ich denke, dass ich machen darf, was ich will.“

Im Jahre 2014 wurde der Text in einer Umfrage des Streaming-Dienstes Blinkbox zum seltsamsten Liedtext aller Zeiten („Weirdest lyric of all time“) gewählt.

## Musikvideo
Das Musikvideo zu Human unter der Regie von Danny Drysdale wurde im Oktober 2008 veröffentlicht. Es zeigt die Band, wie sie den Song im Goblin Valley State Park, Utah spielt. Die von Paul Normansell gezeichneten Porträts werden im Video gezeigt, als die Bandmitglieder sie vor ihr Gesicht halten. Verschiedene Tiere werden im Video gezeigt, unter anderem ein Weißer Tiger, ein Adler und ein Puma.
Es wurde festgestellt, dass das Video große Ähnlichkeit mit dem Konzertfilm Live at Pompeii der Band Pink Floyd habe. So spielt die Band in einer Wüstenlandschaft mit verschiedenen Verstärkern und anderem Bühnenequipment als Kulisse, außerdem ähnele es sich in vielen der Kameraeinstellungen.
Das Ende des Videos zeigt die Band, wie sie den Sonnenuntergang in der Wüste betrachten, der schließlich ins Albumcover der Band, ebenfalls gezeichnet von Paul Normansell, übergeht.

## Rezeption

### Preise
- 2009: MuchMusic Video Awards – Kategorie: Bestes Video International – Gruppe (Nominierung)

### Rezensionen
Das Lied wurde von Musikkritikern als überwiegend positiv besprochen. Ein Artikel in der Zeitung The Observer besprach es als „eine Mischung aus New Order und Bruce Springsteen“.
Chris Williams vom Magazin Billboard urteilte positiv und schloss sich der Meinung von The Observer an, die Melodie ähnele dem Stil Springsteens. Er lobte das Lied darüber hinaus dafür, dass es das Klangbild des Alternative Rock, das immer schwerer vom Mainstream zu unterscheiden wäre, erweitere. Mit diesem unglaublichen, herzwärmenden Lied wären The Killers in die Musikhistorie eingegangen, vielleicht sogar in die Menschheitsgeschichte. Music Radar lobte den Song in ihrer Rezension zu Day & Age. Caryn Ganz vom Rolling Stone gab der Melodie dreieinhalb Sterne und nannte sie „köstlich“.
Im Jahre 2010 wurde das Lied in einer Umfrage der Hörer des britischen Radiosenders XFM auf Platz 97 der 1000 besten Songs aller Zeiten gewählt.
Im Dezember 2009 wählten Hörer des britischen Radiosenders Absolute Radio den Titel auf Platz 25 der besten Songs des Jahrzehnts. Im Oktober 2011 platzierte die britische Musikzeitschrift New Musical Express das Lied auf Platz 144 ihrer Liste „150 Best Tracks of the Past 15 Years“.

### Chartplatzierungen
| ChartsChartplatzierungen       | Höchstplatzierung | Wochen |
| ------------------------------ | ----------------- | ------ |
| Deutschland (GfK)              | 4 (42 Wo.)        | 42     |
| Österreich (Ö3)                | 6 (34 Wo.)        | 34     |
| Schweiz (IFPI)                 | 7 (37 Wo.)        | 37     |
| Vereinigte Staaten (Billboard) | 32 (20 Wo.)       | 20     |
| Vereinigtes Königreich (OCC)   | 3 (55 Wo.)        | 55     |

| ChartsJahrescharts (2008)    | Platzierung |
| ---------------------------- | ----------- |
| Deutschland (GfK)            | 75          |
| Schweiz (IFPI)               | 76          |
| Vereinigtes Königreich (OCC) | 36          |

| ChartsJahrescharts (2009)    | Platzierung |
| ---------------------------- | ----------- |
| Deutschland (GfK)            | 22          |
| Österreich (Ö3)              | 29          |
| Schweiz (IFPI)               | 34          |
| Vereinigtes Königreich (OCC) | 58          |

### Auszeichnungen für Musikverkäufe
| Land/Region                  | Auszeichnungen für Musikverkäufe (Land/Region, Auszeichnung, Verkäufe) | Verkäufe  |
| ---------------------------- | ---------------------------------------------------------------------- | --------- |
| Australien (ARIA)            | 3× Platin                                                              | 210.000   |
| Brasilien (PMB)              | Platin                                                                 | 60.000    |
| Dänemark (IFPI)              | Platin                                                                 | 15.000    |
| Deutschland (BVMI)           | Platin                                                                 | 300.000   |
| Italien (FIMI)               | Platin                                                                 | 100.000   |
| Kanada (MC)                  | 2× Platin                                                              | 160.000   |
| Neuseeland (RMNZ)            | Gold                                                                   | 7.500     |
| Schweden (IFPI)              | Gold                                                                   | 10.000    |
| Spanien (Promusicae)         | Platin                                                                 | 20.000    |
| Vereinigte Staaten (RIAA)    | 2× Platin                                                              | 2.000.000 |
| Vereinigtes Königreich (BPI) | 3× Platin                                                              | 1.800.000 |
| Insgesamt                    | 2× Gold · 15× Platin ·                                                 | 4.682.500 |

Hauptartikel: The Killers/Auszeichnungen für Musikverkäufe

## Coverversionen
- 2010: Till Brönner
- 2011: Gregorian
- 2012: Silje Nergaard

## Trivia
Der Song wurde vom spanischen Fernsehsender Telecinco für den Teaser des Finales der Fußballweltmeisterschaft 2010 genutzt.
Seit dem 25. Oktober 2008 ist das Lied als herunterladbarer Inhalt im Videospiel Guitar Hero World Tour verfügbar.
Der Fernsehsender Sky verwendete Human für eine Werbekampagne im Jahre 2009.
Bei der ersten digitalen Veröffentlichung des Liedes fehlte eine Hi-Hat-Sektion am Anfang.
Nik Kershaw coverte den Song bei einigen seiner Konzerte seit 2017.